# The Parson of Panamint (film 1916)
The Parson of Panamint è un film muto del 1916 diretto da William Desmond Taylor.
Nel 1941, ne verrà fatto un remake dallo stesso titolo diretto da William C. McGann e interpretato da Charles Ruggles.
Il soggetto è tratto dal racconto The Parson of Panamint di Peter B. Kyne apparso su The Saturday Evening Post il 20 febbraio 1915.

## Trama
Nel selvaggio West, il sindaco di Panamint pensa che per rasserenare il clima turbolento del paese, una soluzione sarebbe quella di aprirvi una chiesa. Così si porta dietro da San Francisco un pastore, Phillip Pharo. Il gruppo che controlla il gioco d'azzardo in città concerta piani per cacciare il nuovo venuto. "Chappie" Ellerton, che gestisce il gioco della roulette, sfida Phillip che accetta di giocare se "Chappie" accetterà di assistere alle funzioni. Il pastore vince contro tutti, prendendosi anche il casino che poi lui trasforma in chiesa. Allora, i suoi nemici lo denunciano alle gerarchie religiose in quanto usa come luogo consacrato una sala d'azzardo. Rimosso dal suo ruolo, il pastore si ritira senza protestare. Quando scoppia un incendio, Phillip corre in soccorso di uno dei suoi accusatori e, per salvarlo, perde la propria vita.

## Produzione
Il film fu prodotto dalla Pallas Pictures.

## Distribuzione
Distribuito dalla Famous Players-Lasky Corporation e Paramount Pictures, il film uscì nelle sale cinematografiche statunitensi il 3 settembre 1916.